# محوطه گورستان گنی
محوطه گورستان گنی مربوط به هزاره اول قبل از میلاد است و در شهرستان نمین، بخش مرکزی، روستای سولی درق واقع شده و این اثر در تاریخ ۲۳ شهریور ۱۳۸۲ با شمارهٔ ثبت ۱۰۰۳۰ به‌عنوان یکی از آثار ملی ایران به ثبت رسیده است.